# Albina Jelkina
Albina Jelkina (ukrainisch Альбіна Єлькіна, engl. Transkription Albina Yelkina; * 29. Dezember 1932 in Nowokijewka, Oblast Amur; † 20. März 2009 in Saporischschja) war eine sowjetisch-ukrainische Diskuswerferin.
Bei den Olympischen Spielen 1956 in Melbourne wurde sie Fünfte mit 48,20 m.
Ihre persönliche Bestleistung von 54,96 m stellte sie am 10. September 1963 in Kapfenberg auf.